# Quick clay
A quick clay (Champlain-tengeri agyag) egyedülállóan érzékeny jégkorszaki tengeri agyag Kanadában, Norvégiában, Oroszországban, Svédországban, Finnországban, az Egyesült Államokban és más helyeken is világszerte. Az agyag olyan instabil, hogy finomszemcsés anyagának tömege adott mértékű környezeti terhelés hatására folyadékként kezd viselkedni.
A nagyon instabil agyagrészecske-szerkezet miatt a quick clay viszkozitása drasztikusan lecsökken a kezdeti terheléskor meglévőhöz képest.
A quick clay jellemzően tengeri környezetben ülepedik ki. Ilyen körülmények között a pozitív töltésű kationok (mint a nátrium) képesek töltéskiegyenlítéssel megkötni a negatív felületi töltésű agyagrészecskéket a kettős rétegben. Amikor az agyag kiemelkedik, és nincs többé sós vizes környezetben, a csapadék beszivárog, és kimossa belőle a sókat, melyek az agyag állékonyságát (stabilitását) biztosították.
Nyírófeszültség hatására a sókból származó ellensúlyozó töltés hiánya a quick clayben az agyagrészecskék taszítását és átrendeződését idézi elő egy rendkívül gyenge és instabil szerkezetet hozva létre. A quick clay azonban gyorsan visszanyeri szilárdságát, ha sót adnak hozzá, ami lehetővé teszi, hogy az agyagrészecskék komplexeket képezzenek egymással.
A quick clay csak északi vidékeken található meg (Oroszország, Kanada, Norvégia, Svédország, Finnország és Alaszka, Egyesült Államok a pleisztocén eljegesedés óta). Kanadában az agyag elsősorban az egykori pleisztocén Champlain-tengerhez kapcsolódik a mai Ottawa-völgyben, a Szent Lőrinc-völgyben és a Saguenay folyó térségében.
Számos tragikus földcsuszamlás hátterében a quick clay állt. Csak Kanadában több mint 250 feltérképezett földcsuszamlással hozták összefüggésbe. Némelyikük igen ősi, és talán földrengések váltották ki.

## A quick clay kialakulása
Az utolsó eljegesedés körül (nagyjából 10 000 évvel ezelőtt), a szárazföld a jég tömege alatt megsüllyedt (izosztatikus depresszió). A szárazföldre mélyen benyomuló óceánban minden kőzetalkotó kiülepedett. Az iszap- és agyagrészecskék laza üledéke a tengeri környezetben szokatlan flokkulálást (koagulálást) eredményezett. Lényegében egy erősen kötött, nagyon mobilis tengerisó-ionokkal "összeragasztott" talajvázat hozott létre.
Ekkor még ez csak egy világszerte elterjedt, nagyon stabil, masszív tengeri agyag formáció volt a sajátos geotechnikai problémáival. Amikor a jégtakaró visszahúzódott s a szárazföld tömege visszaemelkedett (postglacial rebound = jégkorszak utáni felszínemelkedés), az agyag a felszínre került és talaja lett az új növényzetnek. Ezeken az északi területeken az esővíz meglehetősen agresszív volt ezekkel az agyagokkal, talán mert lágyabb volt (kisebb kalciumtartalommal) vagy a magasabb iszaptartalom több esővizet és hóolvadékot engedett beszivárogni. Ennek eredményeképp végül az agyagnak ez az ionos "ragasztója" meggyengült és egy gyenge, de jelentős vízmennyiséget tartalmazó, laza talajcsontvázat hozott létre (magas érzékenység nagy nedvességtartalommal párosítva).
A quick clay üledékek ritkán találhatók meg közvetlenül a földfelszínen, többnyire normális humuszréteggel fedettek. Míg ez a termőréteg a normál stresszhatások – úgymint átlagos csapadékmennyiség vagy enyhe földmozgás – többségét fel tudja venni, a talajréteg tűrőképességét meghaladó sokk (egy nagyobb földrengés vagy szokatlan csapadékmennyiség, ami teljesen telíti a talajt és a többletvíz az agyagon kívül máshová nem tud távozni) megzavarhatja az agyagot és elindíthatja a talajfolyósodás folyamatát.

## Káresemények
Mivel az agyagréteg jellemzően termőtalajjal fedett, a quick clay okozta földcsuszamlással veszélyeztetett terület egyszerű megfigyeléssel ritkán azonosítható, erre általában csak a talajvizsgálat alkalmas. Ezért a települések és közlekedési hálózatok gyakran épültek agyagüledékekre vagy a közelükbe, számos komoly katasztrófát okozva.
- 1702-ben egy földcsuszamlás szinte teljesen eltörölte Sarpsborg középkori város nyomát 15 ember és 200 állat életét követelve.
- 1893. május 19-én egy földcsuszamlás a norvégiai Verdalban 116 embert ölt meg és  105 gazdaságot elpusztított, több kilométeres kráterével újraformálta a térség domborzatát.
- Az Észak-Amerikát érintő legsúlyosabb ilyen földcsuszamlás 33 emberéletet követelt és 12 otthont zúzott porrá 1908-ban, amikor a fagyott Du Lièvre folyóba érkező csuszamlás egy jeges hullámot lökött a quebeci Notre-Dame-de-la-Salette településre.
- 1955-ben egy földcsuszamlás a quebeci Nicolet belvárosának érintette egy részét, 10 millió dolláros kárt okozva.
- 1971. május 4-én  a quebeci Saint-Jean-Vianney-ben egy hátráló csuszamlásfolyam 40 otthont nyelt el és 31 ember vesztette életét.[4] Ennek eredményeképp a kormány a területet a Leda agyag jelenléte miatt lakhatatlanná nyilvánította és az egész várost áthelyezték.
- Saint-Jean-Vianney tapasztalata hozzájárult az ontarioi Lemieux város elnéptelenedéséhez 1991-ben, miután egy 1989-es tanulmány kimutatta, hogy ugyanilyen típusú agyagra települt a South Nation folyó mentén. 1993-ban ezt igazolta, hogy az elhagyott város főutcáját elnyelte egy hatalmas, 17 hektáros földcsuszamlás.[5]
- Egy másik híres quick clay folyás a norvégiai Rissa-ból ismert. 1978-ban 33 hektárnyi szántó vált folyékonnyá és áramlott le a Botn-tóba néhány óra leforgása alatt. Egy áldozata volt. A Rissa csuszamlás a helyi lakosok által jól dokumentált és egy dokumentumfilm is készült róla 1981-ben.[6]
- 2010. május 11-én egy család esett áldozatául a quick clay-nek a quebeci Saint-Jude-ben, amikor a föld, melyre házukat építették, hirtelen leáramlott a Salvail folyó felé. A földcsuszamlás annyira váratlanul történt, hogy a családtagok hokimeccs-közvetítés közben a tévé előtt ülve haltak meg.[7] A csuszamlás elvitte a helyi út egy részét, amit egy évig tartott helyrehozni.[8]
- 2015. február 2-án a közelben zajló földmunkák váltottak ki egy földcsuszamlást, ami kidöntötte a Skjeggestad híd pillérjét.
- 2020. december 30-án egy földterület egy részét földcsuszamlás söpörte el Askban a norvégiai Gjerdrum településen, 25 km-re északkeletre Osló fővárosától. 300 m szélességben, 700 m hosszan gyors földcsuszamlás történt, 31 ház összedőlését és legalább hét ember halálát okozva. Több mint 1000 embert evakuálnak a faluból.[9]

Ezek mind hátráló földcsuszamlások, vagyis általában egy folyótól indulnak ki és lassú séta sebességével harapóznak hátra. Kilométerekre hatolnak a szárazföldbe és minden útjukba kerülőt felemésztenek.
Manapság általában bármilyen nagyobb beruházás előtt megvizsgálják a quick clay üledékek előfordulásáról ismert területeket. Nem mindig kerülhető el teljesen a quick clay-re építkezés, bár modern mérnöki módszerekkel sikerül olyan műszaki óvintézkedéseket eszközölni, melyek csökkenthetik a katasztrófa kockázatát. Például amikor Ontario 416-os autópályáját keresztül kellett vezetni a Nepean-hez közeli quick clay üledéken, az út alapozásához könnyebb töltőanyagokat használtak, mint amilyen a polisztirol, függőleges dréncsöveket építettek be az út mentén, valamint talajvíz-blokkoló résfalakat húztak az autópálya alá az agyagba szivárgó vízmennyiség korlátozására.

## Lásd még
- Tixotrópia

## Fordítás
Ez a szócikk részben vagy egészben  a   Quick clay című angol Wikipédia-szócikk ezen változatának fordításán alapul.  Az eredeti cikk szerkesztőit annak laptörténete sorolja fel. Ez a jelzés csupán a megfogalmazás eredetét és a szerzői jogokat jelzi, nem szolgál a cikkben szereplő információk forrásmegjelöléseként.